# Missy Rayder
Melissa "Missy" Rayder (21 de junio de 1978) es una modelo estadounidense.  Es la hermana menor de la modelo Frankie Rayder.  Es conocida por sus portadas en Vogue Italia, Vogue España, y Elle Francia.  Está relacionada con su hermana a través de catálogos, comerciales y portadas en conjunto.